# 肯德爾帕克 (新澤西州)
肯德爾帕克（英語：Kendall Park）是位於美國新澤西州米德爾塞克斯縣的普查規定居民點。

## 人口
根據2020年美國人口普查的數據，肯德爾帕克的面積為9.80平方千米，當中陸地面積為9.79平方千米，而水域面積為0.01平方千米。當地共有人口9989人，而人口密度為每平方千米1,019.29人。